# Henry Steel Olcott
Il colonnello Henry Steel Olcott (Orange, New Jersey, 2 agosto 1832 – Adyar, 17 febbraio 1907) è stato un agronomo, giornalista, avvocato ed esoterista statunitense, cofondatore della Società Teosofica insieme a Madame Blavatsky.

## Biografia
Primogenito di sei figli, nacque da genitori presbiteriani, discendenti da una famiglia puritana. Nel 1844 ebbe il suo primo incontro col soprannaturale durante una dimostrazione dei poteri mesmerici del giovane Andrew Jackson Davis.
Iniziò gli studi di agraria alla Columbia University, ma non poté portarli a termine a causa della bancarotta economica del padre. Si trasferì quindi a lavorare nella fattoria degli zii ad Amherst, nell'Ohio, i quali incoraggiarono i suoi interessi per l'occultismo.
Ritornato a New York, nel 1853 fu uno dei membri fondatori della «New York Conference of Spiritualists». Tra il 1853 e il 1856 pubblicò inoltre diversi articoli sullo Spiritual Telegraph con lo pseudonimo "Amherst".
Henry Steel Olcott acquisì notorietà anche nel campo dell'agricoltura pubblicando nel 1857 un libro su due varietà di canna da zucchero, derivanti dal sorgo e dal grano. Nel 1858 divenne corrispondente agricolo per il New York Tribune.
Investito di nuove mansioni, fu inviato dal giornale in Virginia ad assistere all'esecuzione di John Brown, fautore dell'abolizionismo della schiavitù.
Allo scoppio della guerra civile americana, nel 1861 Olcott venne arruolato come soldato nella Northern Army, dove a causa di un'invalidità gli fu dato l'incarico da parte del Dipartimento di Guerra di contrastare alcuni casi di corruzione negli alti gradi dell'esercito, venendo quindi promosso colonnello nel Dipartimento della Marina. La sua reputazione di persona seria e affidabile gli diede l'occasione di entrare a far parte della commissione d'inchiesta sull'assassinio di Abramo Lincoln.
Nel 1865 lasciò la carriera militare per intraprendere gli studi di giurisprudenza; fu ammesso all'Ordine degli Avvocati di New York nel 1868, entrando nel settore delle assicurazioni, in cui si distinse per competenza e capacità innovativa.

### Approdo alla teosofia

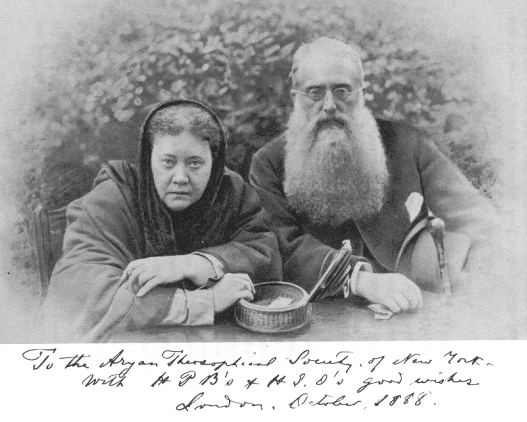
Il colonnello Olcott con Madame Blavatsky

Divenuto nel frattempo massone di Rito Swedenborg, Olcott si era da sempre appassionato di occultismo e di magia, interessandosi ai fenomeni dello spiritismo assai di moda nella sua epoca. Nel 1874 incontrò per la prima volta la medium e sensitiva Madame Blavatsky, durante un'indagine personale su delle manifestazioni spiritiche che da alcuni giorni avvenivano in una fattoria del Vermont nella città di Chittenden.
L'anno seguente, insieme alla signora Blavatsky, a William Quan Judge ed altri, partecipò a New York alla fondazione della Società Teosofica, un centro dedicato allo studio scientifico della realtà spirituale. Egli ne rimase il presidente fino alla morte, mentre la Blavatsky ne assunse la segreteria.
A partire dal 1878, a seguito di contatti occulti della Blavatsky con una Fratellanza di Maestri dalle particolari doti spirituali, che le assegnarono il compito di riscoprire in Oriente le fonti perdute dell'antica saggezza dell'umanità, Olcott intraprese numerosi viaggi in India e nel sud-est asiatico, soggiornando in particolare ad Adyar, nel distretto indiano di Chennai, dove trasferì la sede della Società Teosofica.
Nel maggio 1880 lui ed Helena Blavatsky furono tra i primi occidentali a convertirsi al buddismo. Al loro arrivo nell'isola di Ceylon, il colonnello si impegnò a riformarne il buddismo locale, organizzando conferenze e stimolando la creazione di numerose scuole in competizione con le istituzioni cristiane, ponendo le basi di una sua progressiva emancipazione dal sistema educativo cattolico e protestante importato dai colonizzatori europei.
Nel giro di pochi anni costruì una piattaforma organizzativa e logistica che contribuì al ritorno in auge del buddismo, fino allora in declino in tutta l'Asia, facendolo diventare un movimento spirituale sempre più potente e in espansione.
Per educare i singalesi nella loro religione scrisse nel 1881 il Catechismo buddista, che ricevette l'imprimatur di un monaco di spicco; il suo lavoro sarà tradotto in più di 20 lingue ed è ancora usato nelle scuole dello Sri Lanka.
I tratti decisamente buddisti che la Società Teosofica assunse da allora permasero fino al 1894, quando la crescente influenza di Annie Besant porterà a un cambio di direzione verso l'induismo, e a una timida apertura verso il cristianesimo.
Durante il suo soggiorno in India, Olcott si impegnò inoltre nella traduzione di testi sacri orientali che stavano diventando sempre più disponibili in Occidente: il suo intento era di evitare le interpretazioni occidentalizzate spesso incontrate in America per riscoprire la purezza del messaggio dei testi delle religioni buddista, indù e zoroastriana, al fine di istruire adeguatamente gli occidentali.
Gli sforzi di ricerca e traduzione di Olcott lo misero in contatto con antropologi e storici delle religioni come Max Müller e Edward Burnett Tylor.
Olcott operò anche come consigliere nella commissione incaricata di progettare una bandiera buddista nel 1885, che sarebbe stata in seguito adottata come simbolo dall'associazione mondiale dei buddisti, e ancora oggi bandiera universale di tutte le tradizioni buddiste.

### Ultimi anni
Olcott seguitò a vivere in India lavorando nella Società Teosofica, mentre Helena Blavatsky alla fine si trasferì a Londra, dove morì nel 1891. Olcott mantenne sempre il ruolo di presidente, ma l'ingresso di Annie Besant nella Società, che gli succederà come presidente, diede inizio ad una nuova fase per il movimento.
Alla morte di Olcott nel 1907, il suo corpo venne bruciato nel parco della Società Teosofica ad Adyar, in India.

## Opere
- Sorgho and Imphee, the Chinese and African sugar canes, New York, A.O. Moore, 1857
- Outlines of the first course of Yale agricultural lectures, New York, C.M. Saxton, Barker & Co., 1860
- Descendents of Thomas Olcott, 1872
- Human Spirits and Elementaries, 1875
- People from the other world, Hartford, American Publishing Co., 1875
- A Buddhist catechism, Madras, 1881
- Theosophy, Religion, and Occult Science, New York, 1885
- Old Diary Leaves (6 volumi), New York e Londra, G. P. Putnam's Sons, 1895
- The Hindu Dwaita Catechism, 1886
- The Golden Rules of Buddhism, 1887
- The kinship between Hinduism and Buddhism, Calcutta, The Maha-Bodhi society, 1893
- The Poor Pariah, Madras, Addison & Co., 1902
- The Life of the Buddha and its Lessons, 1912
- The Spirit of Zoroastrianism, 1913
- Old diary leaves: inside the occult, the true story of Madame H. P. Blavatsky, Filadelfia, Running Press, 1975 (ristampa) ISBN 0-914294-31-8